# SN 2008ig
SN 2008ig – supernowa typu Ia odkryta 15 grudnia 2008 roku w galaktyce E269-G20. W momencie odkrycia miała maksymalną jasność 15,80m.